# ヤヱガキ酒造
ヤヱガキ酒造株式会社（やゑがきしゅぞう）は兵庫県姫路市に本社を置く酒類製造企業である。

## 概要
寛文6年（1666年）に創業者の長谷川栄雅（藤原氏の末裔）が播磨国林田（現・姫路市林田地区）にて酒屋を始める。その後、元禄3年（1690年）に同地で醸造を開始した。天保期には醸造された酒を「生諸白（きもろはく）」「枩の花（まつのはな）」と名付けていたが、その後、明治14年（1881年）に古歌から名前を取った「八重墻（やゑがき）」に変わり、その後、時を経て「八重垣」に改まる。
主力製品の「八重垣」や、純米大吟醸酒「無」（純米酒も有り）を筆頭に米焼酎「甲（かぶと）」を製造しており、近年では健康飲料「麦紫蘇の恵」といった製品も販売している。
同社の製品は平成8年（1996年）から平成14年（2002年）までベルギーのブリュッセルで毎年開催されているモンドセレクションで金賞を受賞していることでも知られている。
また、昭和62年（1987年）からはヤヱガキコーポレーション・オブ・USAを開設。ロサンゼルスに新工場を竣工し、和食ブームの高まりを受けて、同社の製品を現地で製造販売。その他に台湾・中国に拠点を置いており、独自で海外展開をおこなっている。
- 本社所在地ならびに工場 兵庫県姫路市林田町六九谷681
- 安富工場 兵庫県姫路市安富町塩野216-1
- 純粋日本酒協会会員。

酒造以外の活動として、昭和58年（1983年）にはヤヱガキ醸造機械（現・食品機械部食品機械課）に軽飛行機事業部を設立。翌昭和59年（1984年）には自作飛行機「YJ-01」を完成させ、昭和61年（1986年）には飛行試験を行っている。

## 主要製品
- 清酒「八重垣」
- 純米大吟醸酒「無」
- 米焼酎「甲」
- 麦焼酎「あらき」

## 関連会社
- ヤヱガキF&S（フードアンドシステム）株式会社
- ヤヱガキ醗酵技研株式会社
- ヤヱガキ健康補助食品健康逸品
- ヤヱガキジャパン株式会社
- ヤヱガキコーポレーション・オブ・USA